# Pseudobonzia clathrathus
Pseudobonzia clathrathus är en spindeldjursart som först beskrevs av Shiba 1978.  Pseudobonzia clathrathus ingår i släktet Pseudobonzia och familjen Cunaxidae. Inga underarter finns listade i Catalogue of Life.